# Schoenflies運動
Schoenflies運動也稱為Schoenflies位移，是指在三維空間中的線性運動加上一個沿著固定方向的軸的旋轉運動。這是機器人運動中常見的動作，例如許多撿取物品及擺放物品的動作都需要將物體由一個地方放到另一個平行的平面上（例如電路板組裝時的SMT擺件設備）。
SCARA是頭幾個可以提供類似動作的機器人，因此Schoenflies運動也稱為SCARA型運動。今日有許多機械手臂及一些並聯式機械手用在工業的應用當中，從電子設備的組裝、到食品處理以及包裝產業。